# Atlético Petróleos de Luanda
El Atlético Petróleos de Luanda, generalmente conocido como Petro Atlético de Luanda, o simplemente Petro Atlético o Petro de Luanda, es un club de fútbol de Luanda, Angola, fundado en 1980.

## Historia
Fue fundado en 14 de enero de 1980 por Hermínio Escôrcio, Couto Cabral y Telmo Guerreiro, a partir de la fusión de los equipos Clube Atlético de Luanda y Sport Luanda e Benfica. Su primer título fue la Girabola en 1982.
Cuatro jugadores de Petro Atlético formaron parte de la Selección de Angola en su primera Copa del Mundo en 2006: Lebo Lebo, Lama, Zé Kalanga y Delgado.
El club cuenta también con un equipo de baloncesto, de balonmano, de gimnástica, atletismo, voleibol, vela, boxeo, hockey sobre patines, tenis, karate y fútbol femenino. Muchos jugadores del equipo de baloncesto formaron parte de la Selección de baloncesto de Angola en los Juegos Olímpicos de Pekín 2008.

## Palmarés
Petro de Luanda
- Liga de Angola: 19

1982, 1984, 1986, 1987, 1988, 1989, 1990, 1993, 1994, 1995, 1997, 2000, 2001, 2008, 2009, 2022, 2023, 2024, 2025
- Copa de Angola: 15

1987, 1992, 1993, 1994, 1997, 1998, 2000, 2002, 2012, 2013, 2017, 2021, 2022, 2023, 2024
- Supercopa de Angola: 8

1987, 1988, 1993, 1994, 2002, 2013, 2023, 2024
Atlético de Luanda
- Campeonato Distrital de Luanda: 1

1966

## Participación en competiciones de la CAF

### Por competición
Nota: En negrita competiciones activas.
| Competición                                           | Temp. | PJ  | PG | PE | PP | GF  | GC  | Dif. | Puntos | Títulos | Subtítulos |
| ----------------------------------------------------- | ----- | --- | -- | -- | -- | --- | --- | ---- | ------ | ------- | ---------- |
| Copa Africana de Clubes Campeones                     | 9     | 32  | 13 | 7  | 12 | 50  | 44  | +6   | 46     | –       | –          |
| Liga de Campeones de la CAF                           | 8     | 55  | 22 | 21 | 12 | 91  | 72  | +19  | 87     | –       | –          |
| Recopa Africana                                       | 4     | 12  | 4  | 4  | 4  | 13  | 13  | 0    | 16     | –       | –          |
| Copa Confederación de la CAF                          | 7     | 44  | 18 | 13 | 13 | 57  | 37  | +20  | 67     | –       | –          |
| Copa CAF                                              | 1     | 10  | 8  | 0  | 2  | 21  | 7   | +14  | 24     | –       | 1          |
| Total                                                 | 29    | 153 | 65 | 45 | 43 | 232 | 173 | +59  | 240    | 0       | 1          |
| Actualizado a la Liga de Campeones de la CAF 2021-22. |       |     |    |    |    |     |     |      |        |         |            |

### Champions League
| Temporada | Ronda                   | Club                 | Casa | Visita | Global       |
| --------- | ----------------------- | -------------------- | ---- | ------ | ------------ |
| 1998      | 1                       | Deportivo Mongomo    | 9-2  | 4-1    | 13-3         |
| 1998      | 2                       | Eagle Cement         | 0-1  | 0-2    | 0-3          |
| 2001      | 1                       | Fovu Baham           | 3-2  | 2-2    | 5-4          |
| 2001      | 2                       | Étoile du Congo      | 4-1  | 2-2    | 6-3          |
| 2001      | Fase de grupos          | Al-Ahly SC           | 1-3  | 4-2    | 1.er Lugar   |
| 2001      | Fase de grupos          | ASEC Mimosas         | 1-0  | 1-2    | 1.er Lugar   |
| 2001      | Fase de grupos          | CR Belouizdad        | 2-1  | 1-0    | 1.er Lugar   |
| 2001      | Semifinales             | Mamelodi Sundowns FC | 1-1  | 1-1    | 2-2 (3-5 p)  |
| 2003      | 1                       | SO l'Emyrne          | 1-1  | -      | 1-1 (1-3 p)1 |
| 2004      | Preliminar              | Atlético Malabo      | 3-1  | 3-1    | 6-2          |
| 2004      | 1                       | Amazulu FC           | 2-1  | 0-0    | 2-1          |
| 2004      | 2                       | Enyimba FC           | 1-2  | 1-1    | 2-3          |
| 2007      | Preliminar              | FC Civics            | 1-0  | 1-1    | 2-1          |
| 2007      | 1                       | Young Africans FC    | 2-0  | 0-3    | 2-3          |
| 2009      | Preliminar              | Royal Leopards       | 3-0  | 3-0    | 6-0          |
| 2009      | 1                       | TP Mazembe           | 1-2  | 0-3    | 1-5          |
| 2019-20   | Preliminar              | Matlama FC           | 2-0  | 2-0    | 4-0          |
| 2019-20   | 1                       | KCCA FC              | 0-0  | 1-1    | 1-1 (a)      |
| 2019-20   | Fase de grupos          | Mamelodi Sundowns    | 2-2  | 0-3    | 3.er Lugar   |
| 2019-20   | Fase de grupos          | Wydad Casablanca     | 2-2  | 1-4    | 3.er Lugar   |
| 2019-20   | Fase de grupos          | USM Alger            | 1-1  | 2-2    | 3.er Lugar   |
| 2021-22   | Primera fase preliminar | Fovu Baham           | 2-2  | 0-0    | 2-2 (V)      |
| 2021-22   | Segunda fase preliminar | Otôho                | 2-2  | 2-0    | 4-2          |
| 2021-22   | Fase de grupos          | Zamalek              | 0-0  | 2-2    | 2° Lugar     |
| 2021-22   | Fase de grupos          | Wydad Casablanca     | 2-1  | 1-5    | 2° Lugar     |
| 2021-22   | Fase de grupos          | Sagrada Esperança    | 3-0  | 1-0    | 2° Lugar     |
| 2021-22   | Cuartos de final        | Mamelodi Sundowns FC | 2-1  | 1-1    | 3-2          |
| 2021-22   | Semifinales             | Wydad Casablanca     | 1-3  | 1-1    | 2-4          |
| 2023/24   | Segunda ronda           | UD Songo             | 3-1  | 2-1    | 5-2          |
| 2023/24   | Fase de grupos          | ES Tunis             | 0-0  | 0-0    | 1° Lugar     |
| 2023/24   | Fase de grupos          | Al-Hilal Omdurman    | 1-0  | 0-0    | 1° Lugar     |
| 2023/24   | Fase de grupos          | ES Sahel             | 2-0  | 2-0    | 1° Lugar     |
| 2023/24   | Cuartos de final        | TP Mazembe           | 0-0  | 1-2    | 1-2          |
| 2024/25   | Segunda ronda           | AS Maniema Union     | 0-0  | 1-2    | 1-2          |

1- La serie se jugó a un partido en Angola por la guerra civil y violencia en Madagascar.

### Copa Africana de Clubes Campeones
| Temporada | Ronda      | Club                   | Casa | Visita | Global      |
| --------- | ---------- | ---------------------- | ---- | ------ | ----------- |
| 1983      | 1          | Olympic Real de Bangui | 3-1  | 3-2    | 6-3         |
| 1983      | 2          | Canon Yaoundé          | 0-0  | 3-4    | 3-4         |
| 1985      | Preliminar | AS Tempête Mocaf       | 4-1  | 1-1    | 5-2         |
| 1985      | 1          | Enugu Rangers          | 1-2  | 0-2    | 1-4         |
| 1987      | Preliminar | Maxaquene              | 3-1  | 1-0    | 4-1         |
| 1987      | 1          | Nkana Red Devils       | 0-1  | 1-1    | 1-2         |
| 1988      | 1          | TP Mazembe             | 2-1  | 1-0    | 3-1         |
| 1988      | 2          | Africa Sports National | 2-1  | 0-3    | 2-4         |
| 1989      | 1          | Inter Club Brazzaville | 2-2  | 1-2    | 3-4         |
| 1990      | Preliminar | AS Inter Star          | 3-0  | 0-2    | 3-2         |
| 1990      | 1          | Dynamos FC             | 1-1  | 1-1    | 2-2 (4-5 p) |
| 1991      | Preliminar | AS Tempête Mocaf       | 4-0  | 4-2    | 8-2         |
| 1991      | 1          | Accra Hearts of Oak SC | 3-1  | 2-4    | 5-5 (a)     |
| 1991      | 2          | ASEC Mimosas           | 1-0  | 0-1    | 1-1 (1-3 p) |
| 1994      | 1          | AS Sogara              | 0-0  | 1-2    | 1-2         |
| 1995      | 1          | ASEC Mimosas           | 1-2  | 1-3    | 2-5         |

### Copa Confederación de la CAF
| Temporada | Ronda          | Club                 | Casa | Visita | Global     |
| --------- | -------------- | -------------------- | ---- | ------ | ---------- |
| 2004      | 3              | FAR Rabat            | 1-0  | 0-0    | 1-0        |
| 2004      | Fase de grupos | Al-Hilal Omdurmán    | 3-1  | 0-1    | 4.º lugar  |
| 2004      | Fase de grupos | Enugu Rangers        | 0-0  | 0-4    | 4.º lugar  |
| 2004      | Fase de grupos | Asante Kotoko FC     | 1-1  | 1-2    | 4.º lugar  |
| 2006      | 1              | Les Astres FC        | 2-2  | 2-1    | 4-3        |
| 2006      | 2              | Berekum Arsenal      | 2-0  | 0-0    | 2-0        |
| 2006      | 3              | ASC Port Autonome    | 3-01 | 1-0    | 4-0        |
| 2006      | Fase de grupos | Interclube           | 4-1  | 3-1    | 3.er Lugar |
| 2006      | Fase de grupos | FAR Rabat            | 1-1  | 1-2    | 3.er Lugar |
| 2006      | Fase de grupos | Olympique Khouribga  | 1-1  | 0-1    | 3.er Lugar |
| 2008      | 1              | AS Mangasport        | 1-2  | 0-1    | 1-3        |
| 2013      | 1              | Supersport United FC | 0-0  | 0-2    | 0-2        |
| 2015      | Preliminar     | Volcan Club          | 4-0  | 1-0    | 5-0        |
| 2015      | 1              | Royal Leopards       | 0-1  | 2-2    | 2-3        |
| 2018      | Preliminar     | Masters Security FC  | 5-0  | 0-0    | 5-0        |
| 2018      | 1              | Supersport United FC | 0-0  | 1-2    | 1-2        |
| 2018/19   | Preliminar     | Orapa United FC      | 4-0  | 2-0    | 6-0        |
| 2018/19   | 1              | AS Nyuki             | 1-0  | 1-0    | 2-0        |
| 2018/19   | Playoff        | Stade Malien         | 2-1  | 1-1    | 3-2        |
| 2018/19   | Fase de grupos | Zamalek SC           | 0-1  | 1-1    | 4.º lugar  |
| 2018/19   | Fase de grupos | Gor Mahia FC         | 2-1  | 0-1    | 4.º lugar  |
| 2018/19   | Fase de grupos | NA Hussein Dey       | 2-0  | 1-2    | 4.º lugar  |

1- ASC Port Autonome no se presentó al partido de vuelta.

### Copa CAF
| Temporada | Ronda            | Club               | Casa | Visita | Global |
| --------- | ---------------- | ------------------ | ---- | ------ | ------ |
| 1997      | 1                | AS Cheminots       | 5-0  | 2-1    | 7-1    |
| 1997      | 2                | C&M Sales          | 1-0  | 2-0    | 3-0    |
| 1997      | Cuartos de final | USM Aïn Beïda      | 2-0  | 3-1    | 5-1    |
| 1997      | Semifinales      | Jasper United      | 4-1  | 1-2    | 5-3    |
| 1997      | Final            | Espérance de Tunis | 1-0  | 0-2    | 1-2    |

### Recopa Africana
| Temporada | Ronda      | Club             | Casa | Visita | Global      |
| --------- | ---------- | ---------------- | ---- | ------ | ----------- |
| 1992      | 1          | DC Motema Pembe  | 1-0  | 0-1    | 1-1 (3-4 p) |
| 1993      | Preliminar | AS Tempête Mocaf | 1-1  | 2-1    | 3-2         |
| 1993      | 1          | CARA Brazzaville | 3-1  | 0-1    | 3-2         |
| 1993      | 2          | DC Motema Pembe  | 2-2  | 0-0    | 2-2 (a)     |
| 1999      | 1          | AS Dragons       | 2-0  | 1-4    | 3-4         |
| 2003      | 1          | Étoile du Congo  | 0-1  | 1-1    | 1-2         |

## Estadio
El club juega sus partidos como local en el Estadio 11 de Novembro, que tiene una capacidad máxima de 50.000 personas.

## Jugadores

### Jugadores destacados
Atlético de Luanda
- Carlos Queirós[20]

Petro de Luanda
- Zé Kalanga[9]
- Bastos[9][36]
- Manucho[9]
- Tó-Zé[37]
- Chico Afonso[38]
- Jesus[39][40]
- Abel Campos[41]
- Love Kabungula[42][43]
- Carlos Pedro[44]
- Flávio Amado[45]
- Akwá[46]
- Quim Sebas[47]
- Zico[48]

## Entrenadores
- Antônio Clemente (1980–1983)[49]
- Carlos Queirós (1984)[20]
- Smica (1984)[50]
- Pavão (1984)[49]
- Alfredo Abraão (1985)[49]
- Carlos Silva (interino- 1986/1986)[51]
- Antônio Clemente (1987–1988)[49]
- Carlos Queirós (1989–1990)[20]
- Antônio Clemente (1990)[49]
- Gojko Zec (1992–1995)[52]
- Jorge Ferreira (1997–1998)[49]
- Djalma Cavalcanti (1999–diciembre de 2002)[49][53]
- José Roberto Ávilas (2002–noviembre de 2002)[54][53][55]
- Jan Brouwer (diciembre de 2002–agosto de 2004)[56][57][58]
- Antônio Clemente (agosto de 2004–enero de 2005)[58][59][60]
- Arthur Bernardes (enero de 2005–octubre de 2005)[61][62]
- Carlos Alhinho (octubre de 2005–abril de 2006)[62][63]
- Carlos Queirós (interino- 2006)[63]
- Djalma Cavalcanti (mayo de 2006–20??)[64][65]
- Bernardino Pedroto (enero de 2007–octubre de 2010)[66][67]
- Miroslav Maksimović (noviembre de 2010–mayo de 2012)[68][69]
- Miller Gomes (interino- mayo de 2012–??/??–abril de 2013)[70][71]
- Carlos Queirós (interino- abril de 2013)[72]
- José Dinis (abril de 2013–noviembre de 2013)[73][74]
- Alexandre Grasseli (diciembre de 2013–octubre de 2015)[75][76]
- Beto Bianchi (noviembre de 2015–marzo de 2019)[77][78][79]
- Toni Cosano (interino- marzo de 2019–mayo de 2019/mayo de 2019–febrero de 2021)[79][80]
- Bodunha (interino- febrero de 2021–2021/2021–agosto de 2021)[80][81]
- Alexandre Santos (agosto de 2021–junio de 2024)[82][83]
- Ricardo Chéu (junio de 2024-presente)[5]